# Loïc Wacquant
Loïc J. D. Wacquant (* 26. srpna 1960 Nîmes) je francouzský sociolog a antropolog. Jeho hlavním oborem je sociologie města.
Vystudoval Lycée Joffre v Montpellieru a po setkání s Pierrem Bourdiem v roce 1980 se rozhodl stát sociologem. Studoval na École des hautes études commerciales de Paris a Univerzitě v Nanterre, pak prováděl na Nové Kaledonii terénní výzkum pro Office de recherche scientifique d'outre-mer. Postgraduálně studoval na Chicagské univerzitě u Marshalla Sahlinse, avšak později odmítl východiska Chicagské školy a přiklonil se k marxismu. Spolupracoval s americkým sociologem Williamem Juliem Wilsonem na výzkumu vyloučených lokalit v Chicagu. V rámci zúčastněného pozorování trénoval s místními černošskými mladíky box a zúčastnil se v lehké velterové váze turnaje Chicago Golden Gloves. Tuto zkušenost popsal v knize Body & Soul: Notebooks of an Apprentice Boxer, která je průkopnickým dílem v oblasti sociologie lidského těla. 
Ve své vědecké práci Wacquant navazuje na Émile Durkheima a jeho snahu o propojování společenskovědních oborů. Zabývá se studiem strukturálních nerovnosti a přišel s teorií o teritoriální stigmatizaci. Zaměřil se na mechanismy vytváření ghett a na souvislosti mezi chudobou a kriminalitou, pro své práce prováděl výzkum v brazilských nápravných zařízeních. Jeho stěžejním dílem je Punishing the Poor: The Neoliberal Government of Social Insecurity z roku 2009. Zpočátku podporoval francouzskou Socialistickou stranu, ale pak odmítl její odklon od sociálních otázek. Je stoupencem práva na základní nepodmíněný příjem.
Loïc Wacquant je členem Evropského centra pro sociologii a politické vědy. V roce 1997 získal stipendium MacArthurovy nadace a v roce 2010 Cenu Lewise Cosera, kterou uděluje Americká sociologická asociace. Je profesorem Kalifornské univerzity v Berkeley, pohostinsky přednášel na Univerzitě v Cambridgi a na Wissenschaftskolleg zu Berlin. Přispívá do měsíčníku Le Monde diplomatique, je také spoluzakladatelem odborného časopisu Ethnography a diskusní platformy Ethnographic Café.